# OmegaWiki
OmegaWiki – projekt oparty na mechanizmie wiki. Ma na celu przynoszenie informacji leksykologicznych, terminologicznych i ułatwiających wyszukiwanie informacji.

## Historia
Idea powstania OmegaWiki narodziła się z powodu frustracji Wikisłownikiem. Wiele edycji językowych Wikisłownika pracowało razem i używało szablonów wskazujących niejęzykową informację specjalną. Etykiety tej informacji były wskazywane używaniem szablonów. To udowadniało użyteczność; wiele informacji było kopiowanych z jednego projektu do innego. To stawało się problematyczne, kiedy zostały wprowadzone udoskonalenia. Musiano robić większość rzeczy ręcznie w całym uczestniczeniu projektów. Razem we wszystkich Wikisłownikach było mniej więcej 7-8 tysięcy unikalnych języków, lecz nie można było tego dokładnie policzyć.

## Technologia
Potrzeba było udoskonalić i ujednolicić informacje, żeby były dostępne dla każdego. Żeby tak się stało, stworzono dużą, pokrewną bazę danych dla wszystkich informacji.
Potrzeba było utrzymania funkcjonalności MediaWiki, więc na projekcie Meta powstała propozycja stworzenia mechanizmu Wikidanych. Powstało pytanie czy Wikidata może stać się ostatecznym Wikisłownikiem. Dzięki partnerom projekt został stworzony. Przez współpracę z przedsiębiorstwem Knewco, który wpłynął na dodatkowy poziom działalności projektu, i kilka nowych technologii stworzono bieżącą wersję OmegaWiki.

## Ostateczny Wikisłownik
Ostateczny Wikisłownik (skrót angielski to UW) jest nazwą rozwoju projektu. Jednym z kluczowych celów funkcjonalności Wikidaty pochodzi od UW. Powodem świetnej działalności UW jest używanie Wikidaty w coraz większej liczbie projektów.

## Licencja
Projekt został stworzony na licencji GNU FDL, podobnie jak Wikipedia.

## Statystyka
Na dzień 22 lutego w projekcie było zarejestrowanych 788 użytkowników, spośród których 469 osób było administratorami. Aktualna liczba haseł wynosiła 183 812.